# قيامة الحب
قيامة الحب (بالتركية: Aşkın Kıyameti)‏ هو فيلم تركي درام ورومانسي، من إنتاج BKM. تم عرضه على منصة نتفليكس في 20 يونيو 2022. الفيلم من إخراج هلال سارال وكتابة السيناريو بواسطة يلماز أردوغان. يشارك في بطولته كل من بينار دينيز، وبوران كوزوم، وييغيت كيرازجي.

## القصة
تدور الأحداث حول فرات (بوران كوزوم)، شاب يعمل في مجال الإعلانات ويمر بفترة صعبة في حياته المهنية والشخصية. للابتعاد عن الضغوط واستعادة توازنه النفسي، يقرر الانضمام إلى مخيم يوغا.
هناك، يلتقي بليديا (بينار دينيز)، مغنية شابة ذات روح مرحة وشخصية مستقلة. تنشأ بينهما علاقة عاطفية مميزة وسط أجواء الطبيعة الهادئة. لكن الاختلافات العميقة بينهما في طريقة التفكير ونظرتهم للحياة تجعل علاقتهما تواجه العديد من التحديات.
الفيلم يستعرض رحلة البحث عن الذات، تأثير الحب على حياة الإنسان، وكيف يمكن للصدف أن تغير مجرى الحياة.

## الممثلون
- بينار دينيز في دور ليديا / بانو
- بوران كوزوم في دور فرات
- ييغيت كيرازجي في دور يوسف
- موسى أوزونلار في دور بهجت
- سيدا تركمن في دور ميلدا
- زينب توكوش في دور معلمة اليوغا
- كوبيلاي كارشي أوغلو في دور سرهات

## وصلات خارجية
- قيامة الحب على موقع IMDb (الإنجليزية)
- قيامة الحب على موقع نتفليكس (الإنجليزية)
- قيامة الحب على موقع قاعدة بيانات الفيلم (الإنجليزية)
- قيامة الحب على موقع ليتربوكسد (الإنجليزية)